# Symphurus reticulatus
Symphurus reticulatus es una especie de pez de la familia Cynoglossidae en el orden de los Pleuronectiformes.

## Distribución geográfica
Se encuentran en las islas de  Madeira y Santa Helena.